# Потьоси (Тверська область)
Потьоси (рос. Потесы) — присілок в Бежецькому районі Тверської області Російської Федерації.
Населення становить 122 особи. Входить до складу муніципального утворення Фральовське сільське поселення.

## Історія
Від 2005 року входить до складу муніципального утворення Фральовське сільське поселення.

## Населення
1. Н/Д[2]